# Жёлтинский сельсовет
Жёлтинский сельсовет — сельское поселение в Саракташском районе Оренбургской области Российской Федерации.
Административный центр — село Жёлтое.

## История
Статус и границы сельского поселения установлены Законом Оренбургской области от 2 сентября 2004 года № 1424/211-III-ОЗ «О наделении муниципальных образований Оренбургской области статусом муниципального района, городского округа, городского поселения, установлении и изменении границ муниципальных образований»

## Население
| 2010  | 2012  | 2013  | 2014  | 2015  | 2016  | 2017  |
| ----- | ----- | ----- | ----- | ----- | ----- | ----- |
| 2208  | ↘2184 | ↗2195 | ↘2142 | ↘2117 | ↘2107 | ↘2080 |
| 2018  | 2019  | 2020  | 2021  |       |       |       |
| ↘2038 | ↘1973 | ↘1936 | ↘1881 |       |       |       |

## Состав сельского поселения
| №  | Населённый пункт   | Тип населённого пункта       | Население |
| -- | ------------------ | ---------------------------- | --------- |
| 1  | Верхняя Черноречка | хутор                        | 65        |
| 2  | Жёлтая             | железнодорожная станция      | 416       |
| 3  | Жёлтое             | село, административный центр | 777       |
| 4  | Кондуровка         | село                         | 255       |
| 5  | Кондуровка         | железнодорожная станция      | 26        |
| 6  | Новогафарово       | село                         | 253       |
| 7  | Новониколаевка     | село                         | 19        |
| 8  | Рыскулово          | село                         | 120       |
| 9  | Сапёрка            | хутор                        | ↘1        |
| 10 | Султанбаево        | хутор                        | 15        |
| 11 | Сунарчи            | село                         | 261       |